# Голояд Мирон Григорович
Мирон Григорович Голояд (псевдо: «Влодко», «Роман»; 1910, с. Теклівка, Скалатський повіт, Королівство Галичини та Володимирії — 1 листопада 1944, с. Грабівка, Калуський район, Івано-Франківська область) — заступник референта Служби Безпеки Проводу ОУН.

## Життєпис
Народився у 1910 році в селі Теклівка, Скалатського повіту. Окрім нього, в сім'ї було ще четверо дітей. Два його брати Павло та Володимир загинули у боротьбі за Українську державу.
Закінчив українську гімназію в Тернополі. Член ОУН з 30-х років. Неодноразово ув'язнювався польською владою, сидів у концтаборі Березі Картузькій. Проживав у Львові, працював на фірмі «Мемор».
У 1944 році обіймав посаду заступника референта Служби Безпеки Проводу ОУН.
Загинув 1 листопада 1944 року біля села Грабівки під час масованої атаки військ НКВС. У цьому бою також загинули визначні діячі СБ ОУН Тимофій Галів-«Скалюк» та Василь Турковський-«Павло» і сотенний УПА Іван Ґонта-«Гамалія».

## Поховання

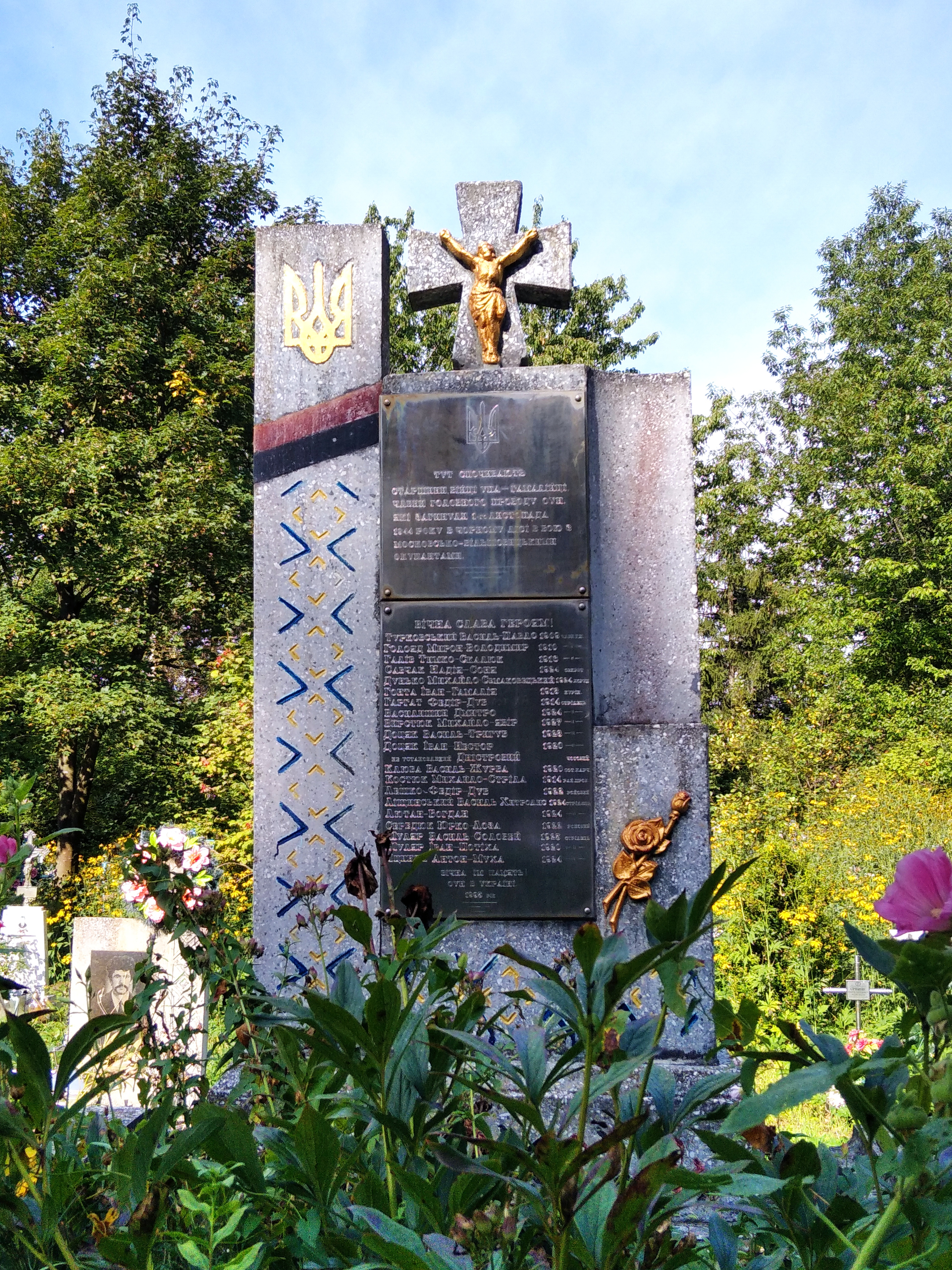
Братська могила воїнів УПА в с. Грабівка

4 листопада 1944 року полковник УПА Василь Андрусяк-«Різун» із своїм відділом таємно похоронив загиблих, а 13 жовтня 1990 року останки загиблих були урочисто перезахоронені на сільському цвинтарі.